# Варди, Давид
Давид Варди (Розенфельд; 13 июля 1893, Волочиск — 1973) — российский и израильский актёр.
Родился в семье торговца зерном Хаима Розенфельда и Гитель Крутой. Актёр Габимы с момента основания в 1917 году, один из первых учеников Е. Вахтангова из Габимы, входил в режиссёрскую группу. Окончил гимназию в Палестине.
Известный актёр на израильской сцене.
Дневник, который он вёл на иврите на протяжении почти всего московского периода Габимы, хранится в Иерусалимском театральном архиве и музее имени Исраэля Гура.

## Театральные работы
- Шломо-Давид
- Гадибук — Азриэль, 1-й батлан, Михаэль

## Фильмография
- 1956 — Маасе Бемонит[4]

### IMDB
- David Vardi (англ.). www.imdb.com. Дата обращения: 20 сентября 2024.